# Elvira Öbergová
Elvira Öbergová, nepřechýleně Elvira Öberg (* 26. února 1999 Kiruna) je švédská reprezentantka v biatlonu, mistryně světa v závodě s hromadným startem, olympijská vítězka ze štafety z pekingské olympiády a dvojnásobná stříbrná medailistka ze stejných her. 
Biatlonu se věnuje od roku 2006. Ve Světovém poháru debutovala v lednu 2019 ve sprintu v Östersundu.
Ve světovém poháru ve své dosavadní kariéře vyhrála deset individuálních závodů, poprvé stíhací závod v Annecy v prosinci 2021. Šestkrát triumfovala v kolektivních závodech, poprvé na světovém poháru v Kontiolahti v prosinci 2020.
Její starší sestra Hanna je také biatlonistkou.

## Výsledky

### Olympijské hry a mistrovství světa
| Sezóna  | Akce | Místo                | SP  | SZ  | HZ  | IZ  | ŠT | SŠT | SZD | Věk    |
| ------- | ---- | -------------------- | --- | --- | --- | --- | -- | --- | --- | ------ |
| 2019/20 | MS   | Anterselva           | 13. | 47. | 26. | 14. | 5. | –   | –   | 20 let |
| 2020/21 | MS   | Pokljuka             | 22. | 14. | 14. | 35. | 5. | –   | –   | 21 let |
| 2021/22 | ZOH  | Peking               | 2.  | 2.  | 9.  | 13. | 1. | 4.  | ×   | 22 let |
| 2022/23 | MS   | Oberhof              | 16. | DNS | –   | DNS | 3. | 9.  | –   | 23 let |
| 2023/24 | MS   | Nové Město na Moravě | 9.  | 8.  | 22. | 30. | 2. | 3.  | –   | 24 let |
| 2024/25 | MS   | Lenzerheide          | 10. | 2.  | 1.  | 6.  | 3. | –   | –   | 25 let |

Poznámka: Výsledky z olympijských her se do hodnocení světového poháru nezapočítávají; výsledky z mistrovství světa se dříve započítávaly, od mistrovství světa v roce 2023 se nezapočítávají.

### Světový pohár

#### Sezóna 2021/2022
| ČSP              | Místo            | SP                               | SZ           | HZ           | IZ           | ŠT           | SŠT          | SZD          |
| ---------------- | ---------------- | -------------------------------- | ------------ | ------------ | ------------ | ------------ | ------------ | ------------ |
| 1.               | Östersund        | 18.                              | –            | –            | 8.           | –            | –            | –            |
| 2.               | Östersund (2)    | 2.                               | 7.           | –            | –            | 3.           | –            | –            |
| 3.               | Hochfilzen       | 17.                              | 3.           | –            | –            | 1.           | –            | –            |
| 4.               | Annecy           | 3.                               | 1.           | 1.           | –            | –            | –            | –            |
| 5.               | Oberhof          | 15.                              | 7.           | –            | –            | –            | 4.           | –            |
| 6.               | Ruhpolding       | 1.                               | 2.           | –            | –            | –            | –            | –            |
| 7.               | Anterselva       | nestartovala                     | nestartovala | nestartovala | nestartovala | nestartovala | nestartovala | nestartovala |
| 8.               | Kontiolahti      | 7.                               | 9.           | –            | –            | 2.           | –            | –            |
| 9.               | Otepää           | 8.                               | –            | 1.           | –            | –            | 2.           | –            |
| 10.              | Holmenkollen     | 17.                              | 8.           | 5.           | –            | –            | –            | –            |
| Celkové umístění | Celkové umístění | 2.                               | 2.           | 2.           | 33.          | 1.           | 2.           | 2.           |
| Celkové umístění | Celkové umístění | 823 bodů (2.) 1. místo do 25 let |              |              |              | 1.           | 2.           | 2.           |

#### Sezóna 2022/2023
| ČSP              | Místo            | SP                               | SZ  | HZ  | IZ  | ŠT | SŠT | SZD |
| ---------------- | ---------------- | -------------------------------- | --- | --- | --- | -- | --- | --- |
| 1.               | Kontiolahti      | 12.                              | 3.  | –   | 9.  | 1. | –   | –   |
| 2.               | Hochfilzen       | 4.                               | 4.  | –   | –   | 2. | –   | –   |
| 3.               | Annecy           | 8.                               | 1.  | 4.  | –   | –  | –   | –   |
| 4.               | Pokljuka         | 1.                               | 1.  | –   | –   | –  | 3.  | –   |
| 5.               | Ruhpolding       | –                                | –   |     | 6.  |    | –   | –   |
| 7.               | Anterselva       | 3.                               | 3.  | –   | –   | 2. | –   | –   |
| 8.               | Nové Město       | 63.                              | –   | –   | –   | –  | –   | –   |
| 9.               | Östersund        | –                                | –   | 27. | 20. | 5. | –   | –   |
| 10.              | Holmenkollen     | 74.                              | ZRU | –   | –   | –  | –   | –   |
| Celkové umístění | Celkové umístění | 4.                               | 2.  | 25. | 9.  | 3. | 4.  | 4.  |
| Celkové umístění | Celkové umístění | 764 bodů (5.) 1. místo do 25 let |     |     |     | 3. | 4.  | 4.  |

#### Sezóna 2023/2024
| ČSP              | Místo             | SP                               | SZ  | HZ  | IZ  | ŠT | SŠT | SZD |
| ---------------- | ----------------- | -------------------------------- | --- | --- | --- | -- | --- | --- |
| 1.               | Östersund         | 11.                              | 10. | ×   | 39. | 2. | 6.  | –   |
| 2.               | Hochfilzen        | 2.                               | 1.  | ×   | ×   | 2. | ×   | ×   |
| 3.               | Lenzerheide       | 5.                               | 5.  | 2.  | ×   | ×  | ×   | ×   |
| 4.               | Oberhof           | 11.                              | 4.  | ×   | ×   | 3. | ×   | ×   |
| 5.               | Ruhpolding        | 5.                               | 18. | ×   | ×   | 2. | ×   | ×   |
| 6.               | Anterselva        | ×                                | ×   | 11. | 10. | ×  | 3.  | –   |
| 8.               | Oslo-Holmenkollen | ×                                | ×   | 9.  | 2.  | ×  | 2.  | –   |
| 9.               | Soldier Hollow    | 28.                              | 10. | ×   | ×   | 3. | ×   | ×   |
| 10.              | Canmore           | 14.                              | 14. | 19. | ×   | ×  | ×   | ×   |
| Celkové umístění | Celkové umístění  | 5.                               | 6.  | 5.  | 7.  | 3. | 3.  | 3.  |
| Celkové umístění | Celkové umístění  | 829 bodů (7.) 1. místo do 25 let |     |     |     | 3. | 3.  | 3.  |

#### Sezóna 2024/2025
| ČSP              | Místo                | SP                  | SZ           | HZ           | IZ           | ŠT           | SŠT          | SZD          |
| ---------------- | -------------------- | ------------------- | ------------ | ------------ | ------------ | ------------ | ------------ | ------------ |
| 1.               | Kontiolahti          | 2.                  | ×            | 1.           | 3.           | 1.           | 3.           | –            |
| 2.               | Hochfilzen           | 25.                 | 8.           | ×            | ×            | 3.           | ×            | ×            |
| 3.               | Annecy               | 32.                 | 6.           | 9.           | ×            | ×            | ×            | ×            |
| 4.               | Oberhof              | 37.                 | 3.           | ×            | ×            | ×            | 1.           | –            |
| 5.               | Ruhpolding           | ×                   | ×            | 1.           | 7.           | 5.           | ×            | ×            |
| 6.               | Anterselva           | nestartovala        | nestartovala | nestartovala | nestartovala | nestartovala | nestartovala | nestartovala |
| 7.               | Nové Město na Moravě | nestartovala        | nestartovala | nestartovala | nestartovala | nestartovala | nestartovala | nestartovala |
| 8.               | Pokljuka             | ×                   | ×            | 26.          | –            | ×            | –            | –            |
| 9.               | Oslo-Holmenkollen    | 11.                 | 2.           | 2.           | ×            | ×            | ×            | ×            |
| Celkové umístění | Celkové umístění     | 16.                 | 6.           | 2.           | 7.           | 2.           | 1.           | 1.           |
| Celkové umístění | Celkové umístění     | 4. místo (761 bodů) |              |              |              | 2.           | 1.           | 1.           |

## Vítězství v závodech světového poháru, na mistrovství světa a olympijských hrách

### Individuální
| Č.                           | sezóna    | datum             | místo                       | disciplína                |
| ---------------------------- | --------- | ----------------- | --------------------------- | ------------------------- |
| 1.                           | 2021/2022 | 18. prosince 2021 | Annecy, Francie             | stíhací závod             |
| 2.                           | 2021/2022 | 19. prosince 2021 | Annecy, Francie             | závod s hromadným startem |
| 3.                           | 2021/2022 | 12. ledna 2022    | Ruhpolding, Německo         | sprint                    |
| 4.                           | 2021/2022 | 12. března 2022   | Otepää, Estonsko            | závod s hromadným startem |
| 5.                           | 2022/2023 | 17. prosince 2022 | Annecy, Francie             | stíhací závod             |
| 6.                           | 2022/2023 | 5. ledna 2022     | Pokljuka, Slovinsko         | sprint                    |
| 7.                           | 2022/2023 | 7. ledna 2022     | Pokljuka, Slovinsko         | stíhací závod             |
| 8.                           | 2023/2024 | 9. prosince 2023  | Hochfilzen, Rakousko        | stíhací závod             |
| 9.                           | 2024/2025 | 9. prosince 2024  | Kontiolahti, Finsko         | závod s hromadným startem |
| 10.                          | 2024/2025 | 19. ledna 2025    | Ruhpolding, Německo         | závod s hromadným startem |
| MS                           | 2024/2025 | 23. února 2025    | Lenzerheide, Švýcarsko (MS) | závod s hromadným startem |
| – závod na mistrovství světa |           |                   |                             |                           |

### Kolektivní
| Č.                            | sezóna    | datum             | místo                | disciplína      |
| ----------------------------- | --------- | ----------------- | -------------------- | --------------- |
| 1.                            | 2020/2021 | 5. prosince 2020  | Kontiolahti, Finsko  | štafeta         |
| 2.                            | 2020/2021 | 4. března 2021    | Nově Město, Česko    | štafeta         |
| 3.                            | 2021/2022 | 11. prosince 2021 | Hochfilzen, Rakousko | štafeta         |
| OH                            | 2021/2022 | 16. ledna 2022    | Peking, Čína (ZOH)   | štafeta         |
| 4.                            | 2022/2023 | 1. prosince 2022  | Kontiolahti, Finsko  | štafeta         |
| 5.                            | 2024/2025 | 1. prosince 2024  | Kontiolahti, Finsko  | štafeta         |
| 6.                            | 2024/2025 | 12. ledna 2025    | Oberhof, Německo     | smíšená štafeta |
| – závod na olympijských hrách |           |                   |                      |                 |